# London Bees
London Bees er en Eengelsk fodboldklub for kvinder, der er en afdeling af Barnet F.C.. De spiller i FA WSL 2. Klubben har eksisteret under forskellige navne siden 1975. Oprindelig kaldtes holdet District Line Ladies F.C. Holdet blev officielt en del af Barnet F.C., da Barnet F.C. Ladies, blev re-brandet som London Bees efter at holdet blev en del af det nye WSL 2 for 2014 sæsonen. Klubben har et førstehold og et udviklingshold (U21's) som alle træner og spiller på The Hive Stadium under ledelse af cheftræner Luke Swindlehurst.

## Aktuel trup
Oversigten er opdateret til og med 21. august 2019.
| Nr. | Position        | Spiller                   | Nation  |
| --- | --------------- | ------------------------- | ------- |
| 1   | Målmand         | Sarah Quantrill           | England |
| 2   | Forsvarsspiller | Ellie Wilson              | England |
| 3   | Forsvarsspiller | Megan Alexander (anfører) | England |
| 4   | Forsvarsspiller | Hayley West               | England |
| 5   | Forsvarsspiller | Georgia Roberts           | England |
| 6   | Forsvarsspiller | Billie Brooks             | England |
| 7   | Angriber        | Lauren Pickett            | England |
| 8   | Midtbanespiller | Bonnie Horwood            | England |
| 9   | Angriber        | Lucy Loomes               | England |
| 10  | Midtbanespiller | Brooke Nunn               | England |
| 11  | Midtbanespiller | Rosie Kmita               | England |
| 12  | Midtbanespiller | Courtney Ward-Chambers    | England |
| 13  | Midtbanespiller | Taylor O'Leary            | England |
| 14  | Forsvarsspiller | Georgina Giddings         | England |
| 15  | Målmand         | Megen Lynch               | England |
| 16  | Midtbanespiller | Nicola Gibson             | England |
| 17  | Angriber        | Nikita Whinnett           | England |
| 19  | Forsvarsspiller | Mollie Dench              | England |
| 20  | Angriber        | Connie Forman             | England |
| 21  | Midtbanespiller | Flo Gamby                 | England |
| 22  | Midtbanespiller | Amelia Hazard             | England |
| 23  | Midtbanespiller | Merrick Will              | England |